# 말라리노-비들랙 조약
말라리노-비들랙 조약(Mallarino–Bidlack Treaty) 또는 비들랙 조약(Bidlack Treaty) 또는 누에바 그라나다 조약(Treaty of New Granada)은 누에바 그라나다(오늘날의 콜롬비아와 파나마)와 미국 사이에 1846년 12월 12일 체결된 조약이다. 미국 공사 벤저민 올든 비들랙은 누에바 그라나다 대표 마누엘 마리아 말라리노와 이 조약을 협상했다.
공식적으로 이 조약의 명칭은 "평화, 우호, 상업 및 항해 조약"(Tratado de Paz, Amistad, Navegación y Comercio)이었으며, 상호 협력 협정을 나타내기 위한 것이었다. 이 조약은 미국에 파나마 지협에 대한 상당한 교통 통행권을 부여했으며, 콜롬비아를 대상으로 하는 사회적 갈등 및 독립 투쟁을 진압할 군사력도 부여했다. 비들랙-말라리노 조약에 따라 미국은 이 지협에 여러 번 군사적으로 개입했으며, 주로 민간인, 농민 유격대 또는 콜롬비아 자유당의 독립 투쟁에 대항했다. 1848년 캘리포니아 골드 러시가 시작된 후, 미국은 지협을 횡단하는 파나마 철도를 건설하는 데 7년을 보냈다. 그러나 이 조약의 결과로 미국은 당시 누에바 그라나다의 일부였지만 나중에 미국의 바람에 따라 독립국가인 파나마가 된 파나마 지협에 정치적, 경제적으로 영향을 미칠 법적 길을 열었다. 그러나 1903년 미국은 운하 건설을 위한 지협 내 지역에 대한 접근권을 얻지 못했고, 콜롬비아 공화국으로부터 파나마 분리 독립에 대한 입장을 번복했다.

## 같이 보기
- 파나마 운하
- 라틴 아메리카 – 미국 관계
- 미국 조약 목록

## 더 읽어보기
- Bevans, Charles I. (ed.), Treaties and Other International Agreements of the United States of America 1776–1949, vol. 6 (1971), pp. 865–881.
- Findling, John E., Dictionary of American Diplomatic History, 2d ed. (1989).
- McCullough, David, The Path Between the Seas: The Creation of the Panama Canal, 1870—1914, Simon & Schuster New York 1977 Octavo, pp. 698, ISBN 0-671-22563-4, ISBN 0-671-24409-4 (Pbk.)
- McGuinness, Aims (2008). 《Path of Empire : Panama and the California Gold Rush》. Ithaca: Cornell University Press. 29–30쪽. ISBN 9780801445217.
- Schoonover, Thomas (2008). 〈Bidlack Treaty (Treaty of New Granada, 1846)〉. 《Encyclopedia of Latin American History and Culture》 1 2판. Charles Scribner's Sons. 575–576쪽.